# Kanton Chartres-Sud-Est
Chartres-Sud-Est is voormalig een kanton van het Franse departement Eure-et-Loir. Het kanton maakte deel uit van het arrondissement Chartres tot het bij decreet van 24 februari 2014 werd opgeheven op 22 maart 2015. De gemeenten werden opgenomen in het op die dag gevormde kanton Chartres-2.

## Gemeenten
Het kanton Chartres-Sud-Est omvatte de volgende gemeenten:
- Berchères-les-Pierres
- Chartres (deels, hoofdplaats)
- Le Coudray
- Gellainville
- Nogent-le-Phaye
- Prunay-le-Gillon
- Sours